# San Antonio (Miranda)
Pour les articles homonymes, voir San Antonio.
San Antonio est l'une des sept paroisses civiles de la municipalité de Miranda dans l'État de Falcón au Venezuela. Sa part urbaine correspond aux quartiers méridionaux de sa capitale Coro, chef-lieu de la municipalité et capitale de l'État.

## Géographie

### Démographie
Hormis les quartiers méridionaux de la capitale Coro, chef-lieu de la municipalité et capitale de l'État de Falcón, la paroisse civile abrite plusieurs localités dont :
- Coro (quartiers méridionaux)
  - Urbanisación Cruz Verde
- El Cardón (partagé avec Santa Ana)
- El Recreo (partagé avec Santa Ana)
- San Agustín (partagé avec Santa Ana)